# Patricia Kalember
Patricia Kathryn Kalember (Schenectady, 30 december 1956) is een Amerikaanse actrice.
Kalember is het meest bekend van haar rol als Georgiana 'Georgie' Reed Whitsig in de televisieserie Sisters waar zij in 127 afleveringen speelde (1991-1996).

## Biografie
Kalember werd geboren in Schenectady en groeide op in Westport (Connecticut) en Louisville (Kentucky). Zij heeft acteren gestudeerd aan de Universiteit van Indiana in Bloomington (Indiana), dit op advies van haar leraar op de highschool. Zij haalde haar bachelor of arts en begon meteen met haar acteercarrière met het spelen in lokale theaters.
Kalember was van 1980 tot en met 1983 getrouwd, vanaf 1986 is zij getrouwd met Daniel Gerroll met wie zij drie kinderen heeft.

## Filmografie

### Films
Uitgezonderd korte films.
- 2016 Custody - als Wendy Fisher
- 2015 Run All Night - als Rose Maguire
- 2012 Girl Most Likely - als Virginia
- 2011 Limitless – als Mevr. Atwood
- 2011 Weekends at Bellevue – als Lucinda
- 2010 Kalamity – als Terry Klepack
- 2010 Rabbit Hole – als Peg
- 2010 The Company Men – als Cynthia McClary
- 2007 The Girl in the Park – als Amanda
- 2007 Ben's Plan – als Shelly Stephens
- 2004 Fatal Lessons: The Good Teacher – als Samantha Stephens
- 2003 Straight from the Heart – als Laurie Woods
- 2002 Signs – als Colleen Hess
- 2002 A Time for Dancing – als Sandra Michaels
- 2002 Path to War – als Margaret Craig McNamara
- 2000 Labor Pains – als Della
- 2000 Killing Cinderella – als Cinderella
- 1999 Final Run – als Connie Phipps-Singer
- 1999 Jump – als moeder
- 1998 When Husbands Cheat – als Tess McCall
- 1997 Home Before Dark – als Dolores James
- 1996 Angel Flight Down – als Teresa Bagshaw
- 1995 Degree of Guilt – als rechter Caroline Masters
- 1995 The Unspoken Truth – als Margaret Trainor
- 1993 Shattered Trust: The Shari Karney Story – als Linda Karney
- 1993 A Far Off Place – als Elizabeth Parker
- 1992 Big Girls Don't Cry... They Get Even – als Barbara
- 1990 Jacob's Ladder – als Sarah
- 1990 Kaleidoscope – als Alexandra
- 1989 Fletch Lives – als Amanda Ray Ross
- 1988 Little Girl Lost – als Andrea Newman
- 1985 Brass – als Lori Cartwright
- 1985 Cat's Eye – als Marcia

### Televisieseries
Uitgezonderd eenmalige gastrollen.
- 2022 Power Book IV: Force - als Kate Egan - 2 afl.
- 2015 - 2020 Power - als Kate Egan - 15 afl.
- 2014 - 2019 Madam Secretary - als senator Kate Fletcher - 4 afl.
- 2017 - 2019 The Tick - als Joan - 11 afl.
- 2013 - 2018 Orange Is the New Black - als Marka Nichols - 4 afl.
- 2015 Allegiance - als NCS directrice - 2 afl.
- 2011 Blue Bloods – als dr. Keller – 3 afl.
- 2004 – 2010 Law & Order: Special Victims Unit – als rechter Taten – 9 afl.
- 1991 – 1996 Sisters – als Georgiana Reed Whitsig – 127 afl.
- 1989 – 1991 Thirtysomething – als Susannah Hart – 15 afl.
- 1988 Just in Time – als Joanna Farrell – 6 afl.
- 1986 Kay O'Brien – als Dr. Kay O'Brien – 13 afl.

- Bibliothèque nationale de France: cb14192004m (data)
- International Standard Name Identifier: 0000 0000 0121 1134
- Virtual International Authority File: 61756918